# Stadtwerke Wolfsburg
Die Stadtwerke Wolfsburg AG sind Infrastrukturdienstleister für Wolfsburg und die umliegende Region. Mit ihren Tochtergesellschaften sind sie in den Bereichen Telekommunikation, Mobilität, Gebäudeinfrastruktur und Personal tätig. Alleinige Aktionärin der Aktiengesellschaft ist die Stadt Wolfsburg.

## Unternehmensgeschichte
Am 15. März 1939 wurden die Stadtwerke gegründet. Ihre Hauptaufgaben waren die Versorgung der Stadt des KdF-Wagens, dem heutigen Wolfsburg, mit Strom, Fernwärme und Wasser sowie der Omnibusbetrieb. Das erste Büro war am Schachtweg ansässig. Die Belegschaft am Gründungstag waren ein Werkleiter, eine Schreibkraft und vier technische Angestellte.
Über die 1942 fertiggestellte zentrale Verteilungsanlage an der Clausewitzstraße, der heutigen Kleiststraße, wurde der Strom vom Heizkraftwerk des Volkswagenwerks an die Stadtwerke übergeben. In den folgenden Jahren kamen weitere Stromeinspeisungen dazu, so das Umspannwerk in Detmerode (1964), in Kästorf (1974) und in Heßlingen (1984).
Auch die Versorgung mit Fernwärme erfolgte über das VW-Kraftwerk. Bis heute beliefert Volkswagen das Wolfsburger Stadtgebiet mit Wärme, die überwiegend in Kraft-Wärme-Kopplungsanlagen erzeugt wird.
Mit acht Brunnen ging 1941 das Wasserwerk Heßlingen in Betrieb. Später deckte das Wasser aus der Eckertalsperre den Bedarf der wachsenden Stadt. 1963 nahm das Wasserwerk in Westerbeck die Förderung auf, 1977 das Wasserwerk in Rühen.
Im September 1940 wurde der Verkehrsbetrieb mit zwei Omnibussen eröffnet. Die erste Linie führte vom Steimker Berg über den Bahnhof bis nach Fallersleben. 1975 gründeten die Stadtwerke die Wolfsburger Verkehrs-GmbH (WVG), eine 100-prozentige Tochtergesellschaft. Vier Jahre darauf führte zum ersten Mal eine Berufsverkehrslinie ins Volkswagenwerk, 1988 waren es schon neun. Rund 6400 Jahreskarten verkaufte die WVG seinerzeit allein an VW-Mitarbeiter. 2006 zog die WVG vom alten Betriebshof an der Vorburg auf ihr neues Betriebsgelände in der Borsigstraße.
Seit 2. März 1962 sind die Stadtwerke eine Aktiengesellschaft. Im Laufe der Jahre wurden den Stadtwerken weitere Aufgaben übertragen, die sie mittlerweile an die Stadt Wolfsburg zurückgegeben haben. Dazu zählen die Betriebsführung der Bäder (1961 bis 1999) und der Eis Arena Wolfsburg (2006 bis 2016).

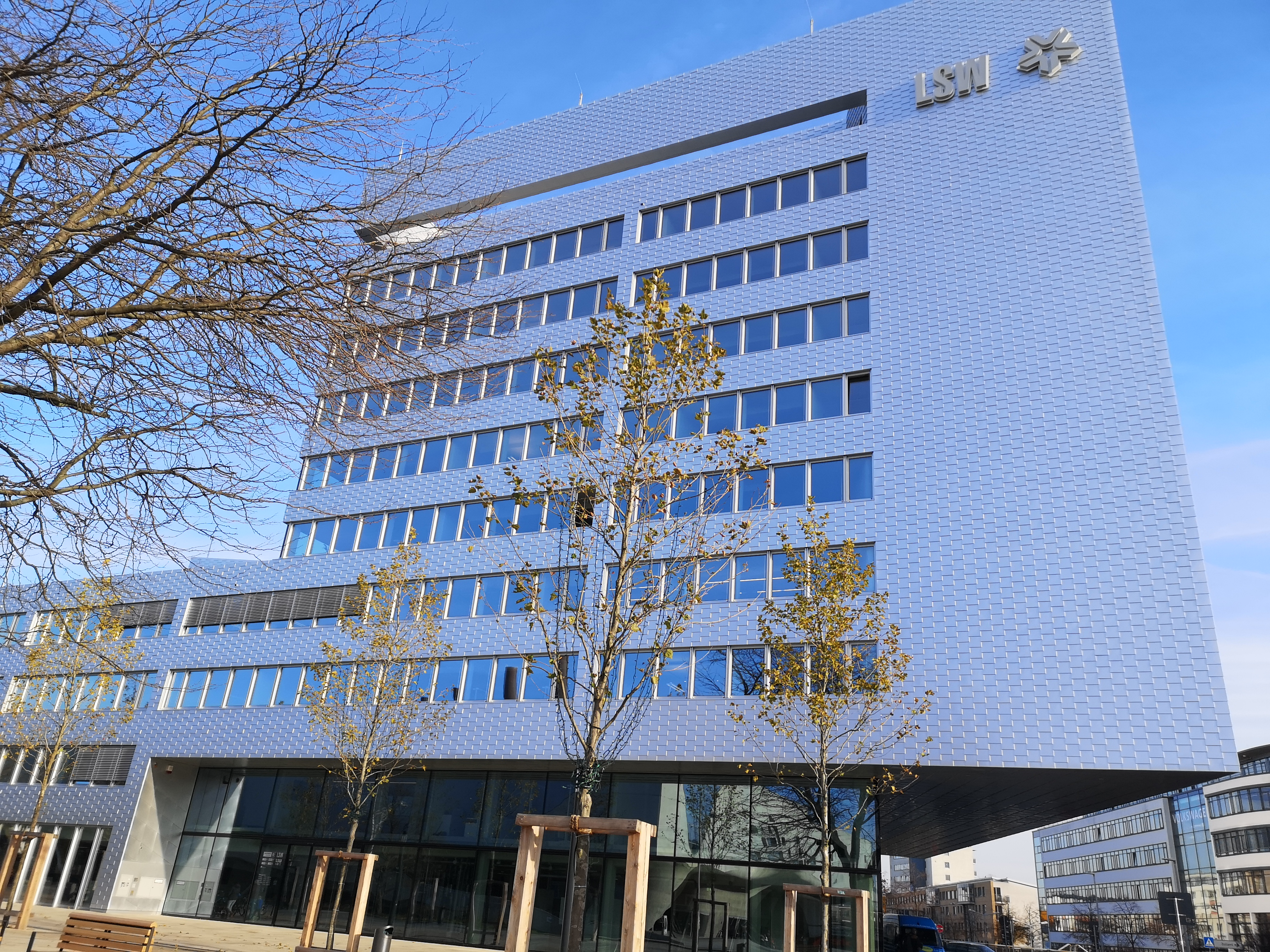
Nordkopf-Tower, Kunden- und Verwaltungszentrum der Stadtwerke Wolfsburg

Ende 2017 bezogen die Stadtwerke ihr neues Kunden- und Verwaltungszentrum im zehngeschossigen Nordkopf-Tower in unmittelbarer Nähe des Wolfsburger Hauptbahnhofs. Das Fachportal German Architects kürte das Gebäude zum Bau des Jahres 2018.

## Unternehmensstruktur
Die Stadtwerke haben sechs hundertprozentige Tochtergesellschaften und sind an drei Gesellschaften beteiligt.

### Tochtergesellschaften
Die Wolfsburger Verkehrs-GmbH (WVG) ist ein Verkehrsbetrieb mit einer Flotte von rund 100 Bussen, die auf 21 Linien fahren. Sie ist Mitglied im Verkehrsverbund Region Braunschweig.
Die Wobcom GmbH (Eigenschreibweise: WOBCOM) bietet Services im Bereich digitale Kommunikation und Infrastruktur in Wolfsburg und der Region. Im März 2017 begann die Wobcom mit dem Ausbau des Glasfaser-Netzes für die Stadt Wolfsburg. Insgesamt sollen 80.000 Gewerbe- und Wohneinheiten in allen 16 Ortschaften angeschlossen werden. Den Grundstein für die Infrastruktur legt das Wobcom-Rechenzentrum, wo sich der Internetknotenpunkt und Cloud-Lösungen für die Region befinden. Es erstreckt sich über fünf Etagen des Nordkopf-Towers. Die Stadtwerke und ihre Tochtergesellschaft sind Partner der Initiative #WolfsburgDigital. Die Stadt Wolfsburg beabsichtigt, Modellstadt für Digitalisierung und Elektromobilität zu werden.
Die Wolfsburger Dienstleistungs- und Meldezentrale GmbH ist Personaldienstleister der Unternehmensgruppe Stadtwerke Wolfsburg AG.
Die Wolfsburger Schulmodernisierungsgesellschaft mbH renoviert öffentliche Gebäude und Einrichtungen. Sie ist Eigentümerin der Gebäudekomplexe des Theodor-Heuss-Gymnasiums und des Schulzentrums Vorsfelde, die sie beide saniert hat. Mieter der beiden Schulen ist die Stadt Wolfsburg.
Die Thieme GmbH & Co KG ist für die Unternehmensgruppe Stadtwerke Wolfsburg AG technischer Generalunternehmer.
Die Entricon GmbH (Eigenschreibweise: entricon) plant und steuert Bauvorhaben und verwaltet Wohn- und Gewerbeimmobilien.

### Beteiligungsgesellschaften
Im März 1990 gründeten die Stadtwerke und die LandE Fallersleben die gemeinsame Gesellschaft LSW LandE-Stadtwerke GmbH Wolfsburg. Seit der Umstrukturierung im Oktober 2013 ist die LSW Holding GmbH & Co. KG das Dach für die 100-prozentigen Tochtergesellschaften LSW Netz GmbH & Co. KG und LSW Energie GmbH & Co. KG. Die LSW Energie liefert Strom, Erdgas, Fernwärme und Wasser. Die LSW Netz ist mit einem 2.115 Quadratkilometer großen Netzgebiet der örtliche Netzbetreiber für rund 180.000 Haushalte. Die Stadtwerke sind mit 43 Prozent an der Holding und den Tochtergesellschaften beteiligt.
Die Stadtwerke sind mit 50 Prozent an der Wolfsburger Energieagentur GmbH beteiligt, die Energieverbraucher zu Einspar- und Effizienzmaßnahmen berät.
An der Termath AG halten die Stadtwerke 90,91 Prozent der Anteile. Sie bietet Lösungen für Kommunikations-, Sicherheits-, Netzwerk- und Telefonsysteme.